# Raphael Framberger
Raphael Framberger (ur. 6 września 1995 w Augsburgu) – niemiecki piłkarz występujący na pozycji obrońcy w niemieckim klubie FC Augsburg, którego jest wychowankiem. Młodzieżowy reprezentant Niemiec.